# غوادالوبي لاريفا
غوادالوبي لاريفا (28 يوليو 1956 - 24 يناير 2007) سياسية من إكوادور.
ولدت في كوينكا الابنة الكبرى لديفيليو لاريفا بولو وتيريسيتا غونزاليس هاريس. كان لديها 5 شقيقات سيلفانا وتانيا ولوز مارينا ومرسيدس وتمارا وشقيقان موريسيو وفرانشيسكو. كانت متزوجة من رودريجو أفيلا وأنجبت منه ثلاثة أطفال: رودريجو وبريسيلا وكلوديا. حصلت على درجة الدكتوراه في الجغرافيا من جامعة كوينكا ومن جامعة إستاتال دي كوينكا. كانت زعيمة الجبهة العريضة للحزب الاشتراكي الإكوادوري، وكذلك وزيرة الدفاع في البلاد في عهد الرئيس رافائيل كوريا. أستاذة جامعية سابقة كانت أيضًا أول مدنية منذ 25 عامًا وأول امرأة في تاريخ الإكوادور تشغل هذا المنصب.
بعد وفاة لاريفا وعد رافائيل كوريا بتعيين امرأة أخرى في منصب وزير الدفاع. أوفى بهذا الوعد في 30 يناير 2007 عندما عين لورينا اسكوديرو لتحل محلها. اسكوديرو هو أيضًا من كوينكا وكانت أيضًا أستاذة جامعية.